# Ría Findlay
La Ría Findlay (51°52′S 59°02′O / -51.867, -59.033) es una entrada de mar que se encuentra en el centro de la isla Soledad del archipiélago de las Malvinas. Administrativamente pertenece al departamento Islas del Atlántico Sur de la provincia de Tierra del Fuego, Antártida e Islas del Atlántico Sur.
Esta ría es profunda y se ubica hacia el fondo del seno Choiseul, siendo tributaria de la ría Bodie. Además se encuentra al sudoeste del puerto Darwin y al oeste de puerto Flecha.